# La mia squadra del cuore
La mia squadra del cuore è un film del 2003 diretto da Domenico Costanzo e  Giuseppe Ferlito.

## Trama
Donato è un ragazzino di dodici anni che stravede per la sua squadra del cuore: la Fiorentina. Il suo amore per la squadra è talmente tanto grande che Donato, nell'estate 2002, arriva a fare di tutto per cercare di salvarla dall'imminente disastro che avrebbe potuto travolgerla. Tra sogno e utopia, tra un susseguirsi di colpi di scena ora comiche, ora ironiche, ora drammatiche si dipana la vicenda di un grande amore: il giglio viola.